# Notosemus polyambonios
Notosemus polyambonios är en stekelart som beskrevs av Kusigemati 1986. Notosemus polyambonios ingår i släktet Notosemus och familjen brokparasitsteklar. Inga underarter finns listade i Catalogue of Life.